# Cerdas Barus
Cerdas Barus (* 1. Januar 1962 in Kabupaten Karo) ist ein indonesischer Schachspieler.
Er spielte für Indonesien bei sieben Schacholympiaden: 1984, 1988–1990, 1994–1996, 2000–2002. Außerdem nahm er vier Mal an den asiatischen Mannschaftsmeisterschaften (1987, 1993–1999) teil. 
Im Jahr 1993 wurde er Internationaler Meister, seit August 2003 trägt er den Titel Großmeister. Die Normen für seinen Großmeister-Titel erzielte er 1997 in Jakarta, 2000 in Vũng Tàu sowie 2002 in Surabaya.
| Hier fehlt eine Grafik, die leider im Moment aus technischen Gründen nicht angezeigt werden kann. Wir arbeiten daran! |